# Daddala lucia
Daddala lucia là một loài bướm đêm trong họ Erebidae.